# Charitopes pilatus
Charitopes pilatus är en stekelart som beskrevs av Henry Keith Townes, Jr. 1983. Charitopes pilatus ingår i släktet Charitopes och familjen brokparasitsteklar. Arten är reproducerande i Sverige. Inga underarter finns listade i Catalogue of Life.